# إعصار أليسون
عاصفة أليسون هي عاصفة إستوائية ضربت الجنوب الشرقي لولاية تكساس في موسم الإعصار الأطلنطي عام 2001. كانت عاصفة أليسون هي الأولى في ذلك الموسم واستمرت بشكل مفاجئ لفترة طويلة في يونيو واستمرت من استوائية إلى ما دون الأستوائية لمدة 15 يوماً. نشأت العاصفة من موجة استوائية في شمال خليج المكسيك في 4 يونيو 2001 وضربت بعد ذلك بقليل ساحل تكساس العلوي. انتقلت شمالاً خلال الولاية وعادت إلى الجنوب مجدداً إلى خليج المكسيك.
تابعت العاصفة إلى الشرق والشمال الشرقي لتشكل فيضانا في لويزيانا، ثم انتقلت عبر الجنوب الشرقي للولايات المتحدة ووسط الأطلنطي. عاصفة أليسون كانت أول عاصفة تضرب الساحل الشمالي لتكساس منذ عاصفة فرانسيس الإستوائية عام 1998.
تسببت العاصفة بتساقط أمطار غزيرة على مدى تواجدها ليصل أعلى مستوى للأمطار إلى 40 إنش (1000 مم) في تكساس. أسوأ الفيضانات كان في هيوستن، حيث بلغت الأضرار كالتالي: تشريد 30,000 نسمة وإغراق أكثر من 70,000 منزل. غمرت المياه وسط هيوستن مخلفةً أضرار جسيمة للمشافي وو المؤسسات. لقي 23 شخصاً حتفهم في تكساس. على مدار تواجد العاصفة بلغت الخسائر والأضرار 9 مليارات دولار وعدد الوفيات بلغ 41 وفاة. بعيداً عن تكساس، كان أسوأ الضرر على الأماكن التي ضربتها العاصفة ولاية لويزيانا وجنوب شرق بنسيلفانيا.
بعد العاصفة، اعتبر الرئيس جورج و. بوش 75 مقاطعة على طول ممر أليسون مناطق منكوبة والذي مكن المواطنين الذين تأثروا جرائ العاصفة بالتسجيل للحصول على مساعدات. أليسون هي العاصفة الأطلنطية الوحيدة التي انتهت دون أن تصل لمرحلة إعصار على الإطلاق.